# HŠK Svačić Petrinja
Hrvatski športski klub Svačić bio je nogometni klub iz Petrinje, osnovan 1910. godine pod nazivom Hrvatski športski klub Slaven.

## Povijest kluba
Rad kluba je nakon Prvog svjetskog rata nakratko obnovljen 1919. godine. Prestaje djelovati 1920. godine.  Ponovo se obnavlja 1925. godine pod nazivom Sport klub Svačić. Na glavnoj skupštini kluba 1926. godine preimenovan je u HŠK Svačić. Klub je djelovao do svibnja 1945. godine.

## Uspjesi
Klub je osvojio prvenstvo VII. župe Zagrebačkog nogometnog podsaveza u sezoni 1928./29.